# Johnny Smith
John Henry Smith (25 de junio de 1922 en Birmingham, Alabama, Estados Unidos - 11 de junio de 2013) fue un músico de cool jazz estadounidense y guitarrista de mainstream jazz. Él escribió la canción "Walk Don't Run" en 1954.

## Biografía
Durante la Depresión, la familia de Smith pasó de Birmingham a través de varias ciudades, terminando en Portland, Maine. Smith aprendió a tocar la guitarra en las casas de empeño, que lo dejaban tocar a cambio de mantener la guitarra afinada. A los trece años de edad enseñó a otros a tocar la guitarra. Uno de los estudiantes de Smith compró una nueva guitarra y le dio su vieja guitarra, que se convirtió en la primera guitarra que Smith poseía.
Smith se unió a Uncle Lem and the Mountain Boys, una banda hillbilly local. La banda viajó alrededor de Maine, tocando en bailes, ferias, y lugares similares. Smith ganó cuatro dólares por noche. Abandonó la escuela secundaria para dar cabida a esta empresa.
Después de interesarse por las bandas de jazz que escuchaba en la radio, Smith practicó tocando jazz. Dejó The Mountain Boys cuando tenía dieciocho años para fundar un trío de jazz llamado Airport Boys.